# 岸暁
岸 曉（きし さとる、1930年（昭和5年）3月29日 - 2019年11月15日）は、日本の銀行家。東京三菱銀行（現：三菱UFJ銀行）頭取、全国銀行協会連合会（現：全国銀行協会）会長、成蹊学園理事長等を歴任した。

## 人物
東大卒業後、三菱銀行に入行。主に企画部門を歩み、東京銀行との合併にあっては統合作業を主導し、1996年4月に東京三菱銀行を発足させる。
1998年に頭取に就任。同年に発覚した大手銀行等による大蔵官僚らに対する過剰接待汚職事件では、全銀協会長として、銀行業界が厳しい批判にさらされる矢面に立った。また不良債権処理のため、大手銀行が公的資金の申請に踏み切る中、東京三菱銀は本店を売却するなどのリストラを断行して、最終的には申請の見送りを決断した。
2019年11月15日、腎不全で死去。89歳没。

## 経歴
- 旧制高崎中学校、旧制成蹊高等学校卒業後、東京大学へ入学。
- 1953年3月、東京大学経済学部卒業。
- 1953年4月、三菱銀行に入行。
- 1983年6月、取締役。
- 1985年7月、常務取締役。
- 1988年6月、専務取締役。
- 1992年2月、副頭取。
- 1996年4月、東京三菱銀行副頭取。
- 1998年1月、頭取。
- 2000年6月、取締役会長
- 2001年4月、三菱東京フィナンシャル・グループ特別経営顧問[3]。
- 2019年11月 死去。89歳没。

## 役職
- 1998年2月 - 1999年4月、全国銀行協会連合会会長
- 1998年3月 - 1999年5月、日本銀行参与
- 2002年2月 - 2009年3月、成蹊学園理事長
- 1999年5月、経済団体連合会副会長